# Tapani Valsta
Heikki Tapani Valsta (till 1935 Vallenius), född 4 oktober 1921 i Ulvsby, död 21 april 2010 i Helsingfors, var en finländsk pianist och organist. Han var bror till Esko Valsta. 
Valsta studerade piano- och orgelspel vid Sibelius-Akademin samt tilldelades orgeldiplom 1946 och pianodiplom 1947. År 1949 utexaminerades han från Helsingfors kyrkomusikinstitut och bedrev studier även i Frankrike och Österrike. Han debuterade som konsertorganist 1946 och som konsertpianist 1948 och konserterade därefter i Norden, Mellaneuropa och Sovjetunionen. Han var 1953–1959 pianist i Radions symfoniorkester och blev 1956 organist i Helsingfors domkyrkoförsamling. Han var 1959–1961 lärare i pianospel vid Sibelius-Akademin, 1961–1967 lektor och 1967–1985 professor. Han var även en framstående kammarmusiker och uppträdde tillsammans med bland andra Arto Noras och Seppo Tukiainen.